# Danses hongroises du XVIIe siècle
Danses hongroises du XVIIe siècle (en hongrois : Régi magyar táncok a 17. szàzadbòl.), (en italien : Antiche danze ungheresi del 17. secolo) est une transcription pour quintette à vent de Ferenc Farkas  écrite en 1959, et à l'origine composée pour piano (1943). La pièce est dédiée au flûtiste András Adorján. 
Le compositeur a décrit son travail comme suit:

« Dans la musique hongroise, les chansons folkloriques ont évidemment une grande importance, mais nos anciens airs et danses jouent un rôle plus modeste.
Pour cette œuvre, j'ai été influencé par les danses du XVIIe siècle, écrites par des amateurs inconnus dans un style relativement simple.
La plupart de ces danses ont été écrites entre le 14e et le 18e siècle dans la forme habituelle de la notation en tablature.
Mon intérêt pour cette musique a été éveillé dans les années 1940. J'étais tellement fasciné que j'ai décidé de donner une nouvelle vie à ces mélodies. J'ai assemblé de petites danses de huit mesures en trios, je les ai rassemblées sous forme de rondos et, en utilisant l'harmonie et le contrepoint du vieux baroque, j'ai essayé de recréer l'atmosphère d'un style baroque hongrois "provincial". »

## Structure
La pièce originale pour piano ou clavecin comprend cinq mouvements mais ce nombre peut varier selon la transcription et dans des ordres différents :
1. Intrada. Allegro moderato
2. Chorea. Moderato
3. Magyar tánc / Danse hongroise. Allegro
4. Erdélyi Fejedelem tánca / Danse du Prince de Transylvanie. Allegro
5. Apor Lázár tánca. Allegro quasi scherzo

La transcription pour quintette à vent réalisée par le compositeur se compose de :
1. Intrada. Allegro moderato
2. Lassù [danse lente, Lento], Moderato
3. Lapockás tánc [Danza della scapole, danse de l'omoplate]. Allegro quasi scherzo
4. Chorea. Moderato
5. Ugrós [Saltarello, danse du saut]. Allegro

Certaines des danses sont aussi connues sous le nom de :
Danse du prince de Transylvanie, 
Danse de Lazar Apor ou Danses magyares.
Il existe de nombreuses transcriptions pour diverses formations, notamment :
- arrangement d'une version pour trois harpes (1950).
- suite de danses pour violon, alto et harpe (1954)
- suite de danses for violon ou violoncelle et piano (1958)
- transcription pour quintette à vent (EMB Z2960 puis Z14056, 1959).
- transcription libre pour violon ou violoncelle et piano (EMB Z2924, 1961).
- suite de danses pour deux flûtes (1971)
- version pour quatuor de clarinettes (EMB Z13420, 1976).
- version pour flûte et piano (EMB Z14076, 1987).
- suite de danses pour quintette de cuivres (1987)
- suite de danses pour deux flûtes et quatre guitares
- concertino pour hautbois et orchestre  à  cordes adapté par Lajos Lencsés (Kontrapunkt Music, 1990)
- suite de danses pour quatuor de saxophones (Darok Edition, 1991)
- suite de danses pour flûte, clarinette, cor de basset et clarinette basse adapté par O. Bruning, (2014)

L'essentiel des pièces est publié par Editio Musica Budapest.